# Puigverd de Lleida
Puigverd de Lleida és un municipi de la comarca del Segrià. Antigament va ser una torre de vigilància sarraïna. Durant la conquesta del cristianisme el noble Pere de Puigverd va col·laborar en conquesta i a canvi li van ser dades les terres on actualment hi ha Puigverd de Lleida.
El terme municipal acull el pas de diferents infraestructures i vies de comunicació. Al nord, les vies del tren d'alta velocitat i línies R-13 i R-14 del FFCC. Pel mateix poble i centre del terme municipal hi transcorre la carretera L-702 i al sud hi passa l'autopista AP-2. També circulen dins el terme el Canal auxiliar d'Urgell, el Rec de la Femosa i la séquia dels Masos.
A l'oest i gairebé a tocar del poble hi ha les zones residencials de les Arenetes i el Saladar, que arriben fins al límit del terme d'Artesa de Lleida, on viuen, actualment, unes 300 persones i constitueixen amb el nucli principal una única entitat de població.

## Geografia
- Llista de topònims de Puigverd de Lleida (orografia: muntanyes, serres, collades, indrets…; hidrografia: rius, fonts...; edificis: cases, masies, esglésies, etc.).

## Demografia
| 1497 f | 1515 f | 1553 f | 1717 | 1787 | 1857 | 1877 | 1887 | 1900 | 1910 |
| ------ | ------ | ------ | ---- | ---- | ---- | ---- | ---- | ---- | ---- |
| 22     | 29     | 29     | 76   | 310  | 594  | 660  | 825  | 882  | 949  |

| 1920  | 1930  | 1940  | 1950  | 1960  | 1970 | 1981 | 1990 | 1992 | 1994 |
| ----- | ----- | ----- | ----- | ----- | ---- | ---- | ---- | ---- | ---- |
| 1.109 | 1.076 | 1.081 | 1.075 | 1.061 | 991  | 995  | 954  | 956  | 956  |

| 1996  | 1998  | 2000  | 2002  | 2004  | 2006  | 2008  | 2010  | 2012  | 2014  |
| ----- | ----- | ----- | ----- | ----- | ----- | ----- | ----- | ----- | ----- |
| 1.005 | 1.010 | 1.043 | 1.089 | 1.141 | 1.259 | 1.356 | 1.390 | 1.442 | 1.411 |

| 2016  | 2018  | 2020  | 2022  | 2024  | 2026 | 2028 | 2030 | 2032 | 2034 |
| ----- | ----- | ----- | ----- | ----- | ---- | ---- | ---- | ---- | ---- |
| 1.373 | 1.363 | 1.349 | 1.398 | 1.418 | -    | -    | -    | -    | -    |

## Política i Govern municipal

### Eleccions Municipals de 2015 al municipi de Puigverd de Lleida
| Candidatura | Candidatura  | Cap de llista             | Vots | Regidors | % vots |
| ----------- | ------------ | ------------------------- | ---- | -------- | ------ |
|             | PSC          | Gerard Peiró Bell-lloch   | 218  | 3        | 29,66  |
|             | CiU          | Josep Solsona i Batlle    | 205  | 3        | 27,89  |
|             | MES          | Benjamí Bosch i Torres    | 168  | 2        | 22,86  |
|             | Ara Puigverd | Úrsula Barrufet i Argilés | 92   | 1        | 12,52  |
|             | Altres       |                           | 41   |          | 5,58   |
|             | Nuls         |                           | 20   |          | 2,65   |
|             | Blancs       |                           | 11   |          | 1,50   |
| Total       | Total        | 755                       | 755  | 9        | 70,83  |

* CiU (Josep Solsona i Batlle) i MES (Benjamí Bosch i Torres) tenen vigent un pacte de govern, en el qual es divideixen la legislatura local en dues parts. La primera, Benjamí Torres (MES) ocuparà l'alcaldia fins al 2017, on li passarà el relleu a Josep Solsona (CiU), on aquest serà el batlle de Puigverd de Lleida fins al 2019, data de les següents eleccions.

### Eleccions Municipals de 2019 al municipi de Puigverd de Lleida
Font: Ministerio del Interior Arxivat 2019-06-25 a Wayback Machine.
| Candidatura | Candidatura                 | Cap de llista             | Vots | Regidors | % vots |
| ----------- | --------------------------- | ------------------------- | ---- | -------- | ------ |
|             | JXP-JxCAT-JUNTS             | Josep Solsona i Batlle    | 348  | 4        | 42,86  |
|             | Tots Fem Puigverd - AM      | Sandra Barberà Bosch      | 283  | 4        | 34,85  |
|             | Alternativa x Puigverd - PM | Josep Maria Vilalta Vidal | 78   | 1        | 9,61   |
|             | Ara Puigverd                | Úrsula Barrufet i Argilés | 66   | 0        | 8,13   |
|             | PP                          |                           | 25   | 0        | 3,08   |
|             | Nuls                        |                           | 1    |          | 0,12   |
|             | Blancs                      |                           | 12   |          | 1,48   |
| Total       | Total                       | 755                       | 755  | 9        | 70,83  |

- Acord de govern entre Tots Fem Puigverd i Alternativa x Puigverd. L'alcaldia l'ocuparà Tots Fem Puigverd durant els 3 primers anys i Alternativa x Puigverd l'ostentarà el darrer any de legislatura.

#### Llista de batlles de la vila de Puigverd de Lleida
| Període     | Alcalde o alcaldessa                          | Partit polític                  | Data de possessió | Observacions |
| ----------- | --------------------------------------------- | ------------------------------- | ----------------- | ------------ |
| 1979–1983   | Josep Maria Batlle i Farran                   | independent                     | 19/04/1979        | --           |
| 1983–1987   | Josep Maria Batlle i Farran                   | Logotip del PSC                 | 23/05/1983        | --           |
| 1987–1991   | Josep Maria Batlle i Farran                   | Logotip del PSC                 | 30/06/1987        | --           |
| 1991–1995   | Josep Maria Batlle i Farran                   | Logotip del PSC                 | 05/07/1991        | --           |
| 1995–1999   | Josep Maria Batlle i Farran                   | Logotip del PSC                 | 07/07/1995        | --           |
| 1999–2003   | Josep Maria Batlle i Farran                   | Logotip del PSC                 | 03/07/1999        | --           |
| 2003–2007   | Xavier Solé i Gasset                          | Logotip d'ERC                   | 14/06/2003        | --           |
| 2007–2011   | Xavier Solé i Gasset                          | Logotip d'ERC                   | 16/06/2007        | --           |
| 2011–2015   | Benjamí Bosch i Torres                        | Logotip del PSC                 | 11/06/2011        | --           |
| 2015–2019   | Benjamí Bosch i Torres Josep Solsona i Batlle | Logotip de MES · Logotip de CiU | 13/06/2015        | --           |
| 2019-2023   | Sandra Barberà Bosch                          | Logotip d'ERC                   | 22/06/2019        | --           |
| Des de 2023 | n/d                                           | n/d                             | 17/06/2023        | --           |

### Resultats de les eleccions al Parlament de Catalunya de 2015 a Puigverd de Lleida
| Candidatura | Candidatura                          | Cap de llista               | Vots | Regidors | % vots |
| ----------- | ------------------------------------ | --------------------------- | ---- | -------- | ------ |
|             | JxSí                                 | Josep Maria Forné i Febrer  | 439  | 0        | 52,20  |
|             | Ciutadans - Partit de la Ciutadania  | Jorge Soler                 | 106  | 0        | 12,60  |
|             | Partit dels Socialistes de Catalunya | Òscar Ordeig i Molist       | 97   | 0        | 11,53  |
|             | Candidatura d'Unitat Popular         | Ramon Usall i Santa         | 66   | 0        | 7,85   |
|             | Partit Popular Català                | Marisa Xandri Pujol         | 63   | 0        | 7,49   |
|             | Catalunya sí que es pot              | Sara Vilà i Galan           | 34   | 0        | 4,04   |
|             | Unió Democràtica de Catalunya        | Josep Maria Pelegrí i Aixut | 19   | 0        | 2,26   |
|             | Altres                               |                             | 8    |          | 0,96   |
|             | Vots en blanc                        |                             | 9    |          | 1,06   |
|             | Vots nuls                            |                             | 5    |          | 0,56   |
| Total       | Total                                | 846                         | 846  |          | 80,56  |

## Festes
Actes Culturals: 23 d'abril, diada de Sant Jordi, la població treu en processó el Sant que és el patró de la població, el cap de setmana més proper a la diada de Sant Jordi, la població es vesteix d'història medieval fent actes durant tot el dia, balls, tir amb arc, lluites d'espases, mercat medieval i a la nit es representa la Llegenda de Sant Jordi, el Drac i la Princesa amb actors amateurs de la població.
Un espectacle a l'aire lliure amb més de 300 actors on la màgia i la fantasia són els principals ingredients.
Carnestoltes és una altra festa celebrada a la població de Puigverd on es realitza una cercavila amb les comparses i en acabat comença el ball a la Llar Social. A la mitja part del ball hi ha entrepans per agafar forces i continuar la gresca.
Les Cassoles és un esdeveniment simbòlic del poble. Es duu a terme l'1 de maig, el Dia del Treballador. Més de 1100 persones es reuneixen a les piscines on es cuina i es menja la tradicional cassola de tros. És una gran festa de germanor on s'uneixen totes les colles juntament amb els seus convidats d'altres municipis.
Durant l'últim cap de setmana de juliol té lloc la Festa Major del municipi on durant el dia tenen lloc diverses activitats i cada nit hi ha esdeveniments per gent gran i jovent. Tots els actes musicals i espectacles tenen lloc a la pista de la zona esportiva.